# 무의식의 하나님
무의식의 하나님(Unbewußte Gott)은 비헨나 정신과 의사이며 로고테라피의 창시자인  빅토르 프랑클의 작품이다.  이책은 1948년 자신의 철학박사학위 제목이었다.
무의식의 하나님은 정신의학과 종교의 관계를 조사한 것이다.

## 중심사상
무의식의 하나님은 숨은 하나님과 관계를 언급한다.